# Neujahrskonzert der Wiener Philharmoniker 1984

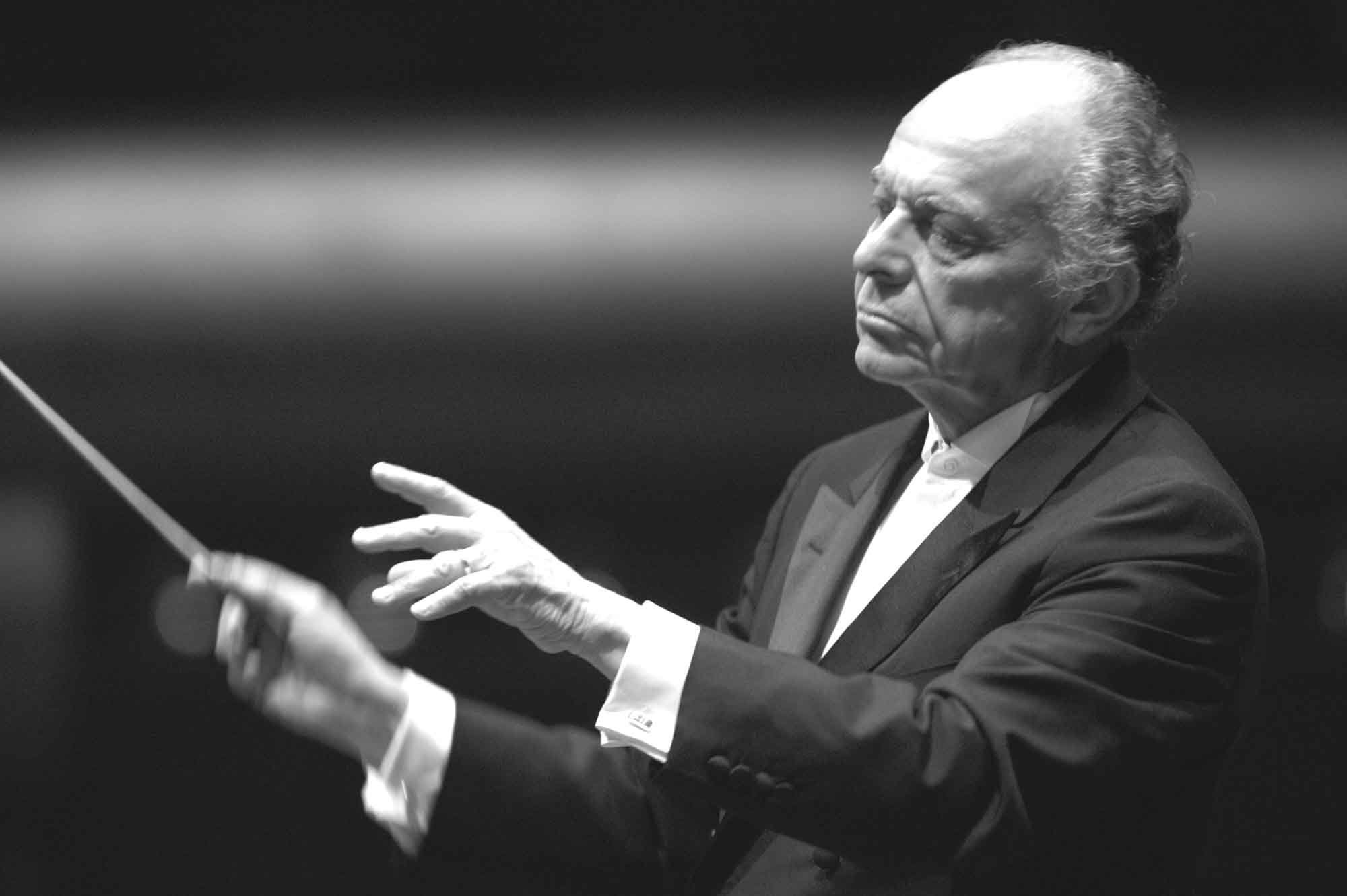
Lorin Maazel (2006)

Das Neujahrskonzert der Wiener Philharmoniker 1984 war das 44. Neujahrskonzert der Wiener Philharmoniker und fand am 1. Jänner 1984 im Wiener Musikverein statt. Dirigent war erneut, zum nunmehr fünften Mal, Lorin Maazel, der bereits die Neujahrskonzerte 1980 bis 1983 in direkter Nachfolge des legendären Willi Boskovsky geleitet hatte. Er leitete in Folge noch die Neujahrskonzerte 1985 und 1986, mit dem dann darauffolgenden Konzert, dem von 1987, setzte der jährliche Wechsel des ausgewählten bzw. eingeladenen Dirigenten ein.

## Programm

### 1. Teil
1. Johann Strauss (Sohn): Ouvertüre zur Operette Die Fledermaus
2. Johann Strauss (Vater): Beliebte Annen-Polka, op. 137
3. Johann Strauss (Sohn): Nordseebilder, Walzer, op. 390
4. Josef Strauss: Heiterer Muth, Polka française, op. 281
5. Josef Strauss: Allerlei, Polka schnell, op. 219*

### 2. Teil
1. Franz von Suppè: Ouvertüre zu Dichter und Bauer*
2. Josef Strauss: Brennende Liebe, Polka mazur, op. 129
3. Josef Strauss: Auf Ferienreisen, Polka schnell, op. 133
4. Johann Strauss (Sohn): Liebeslieder, Walzer, op. 114
5. Johann Strauss (Sohn): Scherz-Polka, op. 72*
6. Johann Strauss (Sohn): Csárdás aus „Ritter Pásmán“, op. 441
7. Johann Strauss (Sohn): Annen-Polka, op. 117
8. Johann Strauss (Sohn): Wiener Blut, Walzer, op. 354

### Zugaben
1. Johann Strauss (Sohn): Auf der Jagd, Polka schnell, op. 373
2. Johann Strauss (Sohn): An der schönen blauen Donau, Walzer, op. 314
3. Johann Strauss (Vater): Radetzky-Marsch, op. 228

Werkliste und Reihenfolge sind der Website der Wiener Philharmoniker entnommen.
 Mit * gekennzeichnete Werke standen erstmals in einem Programm eines Neujahrskonzertes.

## Besetzung (Auswahl)
- Lorin Maazel, Dirigent
- Wiener Philharmoniker